# Guerra de Independência da Croácia
A Guerra da Independência da Croácia ocorreu de 1991 a 1995 entre as forças croatas leais ao Governo da Croácia — que havia declarado independência da República Socialista Federativa da Iugoslávia — e o Exército Popular Iugoslavo (JNA) controlado pelos sérvios e forças de sérvios locais, com o JNA terminando suas operações de combate na Croácia em 1992. Na Croácia, a guerra é principalmente referida como a "Guerra da Pátria" e também como a "Agressão da Grande Sérvia". A maioria dos croatas queriam que a Croácia deixasse a Iugoslávia e se tornasse um país soberano, enquanto que muitos sérvios que viviam na Croácia, apoiados pela Sérvia, se opunham à secessão e queriam que as terras reivindicadas pelos sérvios estivessem em um estado comum com a Sérvia. A maioria dos sérvios buscaram um novo estado sérvio dentro de uma federação iugoslava — incluindo áreas da Croácia e Bósnia e Herzegovina com maiorias étnicas sérvias ou minorias significativas —, e tentou conquistar o máximo possível da Croácia. A Croácia declarou independência em 25 de junho de 1991, mas concordou em adiá-la através do Acordo de Brioni e cortar todos os laços restantes com a Iugoslávia em 8 de outubro de 1991. 
Inicialmente, o JNA tentou manter a Croácia dentro da Iugoslávia, ocupando toda a Croácia. Depois que isso falhou, as forças sérvias estabeleceram a autoproclamada República do proto-estado da Sérvia Krajina (RSK) dentro da Croácia. Após o cessar-fogo de janeiro de 1992 e o reconhecimento internacional da República da Croácia como um estado soberano, as linhas de frente foram entrincheiradas, a Força de Proteção das Nações Unidas (UNPROFOR) foi implantada e o combate tornou-se amplamente intermitente nos três anos seguintes. Durante esse tempo, a RSK abrangeu 13,9 km² — mais de 25% da Croácia. Em 1995, a Croácia lançou duas grandes ofensivas conhecidas como Operação Flash e Operação Tempestade — ambas ofensivas encerraram com êxito a seu favor. A zona restante da Administração Transitória das Nações Unidas para a Eslavônia Oriental, Baranja e Sírmia Ocidental (UNTAES) foi reintegrada pacificamente na Croácia em 1998. 
A guerra terminou com a vitória croata, pois atingiu os objetivos que havia declarado no início da guerra: independência e preservação de suas fronteiras. Aproximadamente 21–25% da economia croata foi arruinada, com uma estimativa de 37 bilhões de dólares em infraestrutura danificada, produção perdida e custos relacionados com refugiados. Mais de 20 mil pessoas foram mortas na guerra, e refugiados foram deslocados em ambos os lados. Os governos sérvio e croata começaram a cooperar progressivamente entre si, mas as tensões permaneceram — em parte devido aos veredictos do Tribunal Penal Internacional para a antiga Iugoslávia (TPII) e ações judiciais movidas por cada país contra o outro. Em 2007, o TPII retornou um veredicto de culpado contra Milan Martić, um dos líderes sérvios na Croácia, por ter conspirado com Slobodan Milošević e outros para criar um "estado sérvio unificado". Entre 2008 e 2012, o Tribunal processou os generais croatas Ante Gotovina, Mladen Markač e Ivan Čermak por alegado envolvimento nos crimes relacionados com a Operação Tempestade. Čermak foi absolvido por completo, e as condenações de Gotovina e Markač foram posteriormente anuladas por um painel de apelações do TPII. A Corte Internacional de Justiça (CIJ) rejeitou as alegações mútuas de genocídio pela Croácia e Sérvia em 2015, reafirmando que, até certo ponto, crimes contra civis tinham ocorrido, mas decidiu que não havia intenção genocida específica.

## Antecedentes
A guerra na Croácia, foi o resultado do aumento do nacionalismo na Iugoslávia durante a década de 1980, que lentamente levou à dissolução do país. A crise que se desencadeou na Iugoslávia começou após o enfraquecimento dos estados comunistas do Leste da Europa, na última fase da Guerra Fria, simbolizado pela queda do Muro de Berlim em 1989.  Na Iugoslávia, o Partido Comunista nacional, oficialmente chamado de Liga dos Comunistas da Iugoslávia já tinha perdido grande parte da sua proeminência ideológica.
Na década de 1980, a agitação dos movimentos separatistas albaneses do Kosovo levaram à repressão da maioria albanesa nesta província no sul da Sérvia. As repúblicas mais prósperas, a Eslovénia e a Croácia queriam avançar para a descentralização e democracia. A República da Sérvia, liderada por Slobodan Milošević, adotou a centralização e o sistema de partido único (comunista) para toda a Iugoslávia: em última análise, suprimiu a autonomia das regiões de Kosovo e Voivodina. Ao mesmo tempo, o Exército Popular Iugoslavo sofreu uma transformação, tornando-se uma força controlada pelos sérvios.
Desde o surgimento do nacionalismo com base em interesses individuais de cada república, tornou-se previsível o desaparecimento da Iugoslávia e da sua substituição por inúmeros pequenos estados sucessores. Slobodan Milošević, desde a sua ascensão ao poder na Sérvia, procurou promover a continuidade de todos os sérvios em um estado. As exigências eslovenas e croatas para uma maior autonomia, incluindo uma espécie de Estado Confederado e até a independência total, foram também, tornando-se vontades nacionalistas crescentes entre os altos funcionários e governantes da Liga dos Comunistas da Iugoslávia.

## 1989: a crise começa
Em Março de 1989, agravou-se a crise na Iugoslávia após a aprovação de emendas à Constituição da Sérvia. Isto permitiu que o governo da república sérvia de re-afirmar efetivo poder sobre as províncias autónomas do Kosovo e Voivodina. Uma vez que estas entidades tinham direito a voto na presidência federal da Iugoslávia (membros das seis repúblicas e duas províncias autónomas), a Sérvia, sob a presidência de Slobodan Milošević, ganhou controle sobre três dos oito votos na eleição da Presidência federal. Através de um apoio adicional de Montenegro, e, ocasionalmente, da Bósnia e Herzegovina, a Sérvia estava em posição de exercer uma enorme influência sobre o governo federal. Esta situação levou a protestos em outras repúblicas e propostas de reformas na Federação Iugoslava.

## 1990: movimentos eleitorais e constitucionais

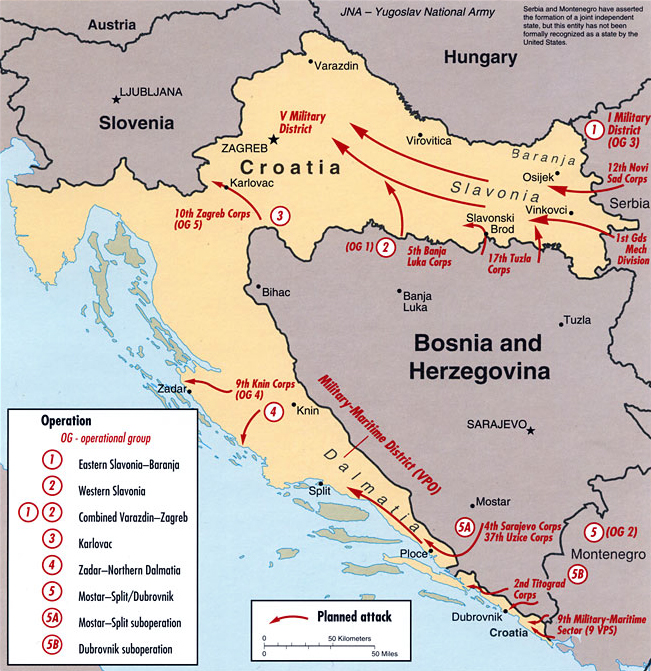
Mapa estratégico de um plano de ofensiva do Exército Popular da Iugoslávia (JNA), na Croácia, de 1991. O JNA foi incapaz de avançar tão longe como previsto devido a resistência croata e problemas de mobilização.

O enfraquecimento do regime comunista permitiu que o nacionalismo espalhasse a sua presença política, mesmo no seio da Liga dos Comunistas da Iugoslávia. No 14º Congresso Extraordinário do partido, a 20 de janeiro de 1990, as delegações das repúblicas mostraram as suas divergências sobre questões importantes da Federação Iugoslava. A delegação croata exigiu uma federação menos centralizada, enquanto a delegação sérvia, chefiada por Milošević, opôs-se a isto. Como consequência, os delegados eslovenos e croatas abandonaram o Congresso. Isto é visto por alguns como o começo do fim da Iugoslávia.
As primeiras eleições livres foram, então, convocadas na Croácia e na Eslovénia alguns meses mais tarde. As eleições legislativas croatas tiveram lugar em Abril-Maio de 1990 (a primeira em 22 de Abril e novamente em 6 de maio).
Ao longo de 1989 havia sido fundados vários partidos políticos, incluindo a União Democrática Croata (HDZ - Hrvatska Demokratska Zajedno), liderada pelo nacionalista croata Franjo Tuđman. A HDZ baseou a sua campanha sobre a aspiração de independência e de uma retórica geral anti-iugoslava, estimulando os croatas, no sentido de que só o HDZ poderia proteger a Croácia das aspirações dos setores sérvios liderados por Slobodan Milošević sobre a conformação da Grande Sérvia. E deste modo, foi capaz de assumir os resultados eleitorais (seguido pelo comunista reformista Ivica Racan, do Partido Social-Democrata da Croácia) e  formar um novo governo croata.
Um fator importante na preservação das fronteiras da Croácia foi a ajuda internacional recebida por membros da diáspora croata. Muitos futuros dirigentes da HDZ, incluindo Tuđman, fizeram visitas internacionais durante os anos 80 e início dos anos 90, com vista de obter o apoio dos emigrantes para a causa nacional croata. Contudo, estes contactos foram interpretados por alguns políticos conservadores e comunistas (sobretudo sérvios) como mostras de separatismo. Este sentimento foi reforçado por algumas declarações altamente controversas de membros do HDZ e por uma retórica imprudente que era tudo menos tranquila. Além disso, o uso da iconografia nacionalista, algumas delas valorizando diretamente o movimento nacionalista croata que foi provavelmente responsável, durante a Segunda Guerra Mundial, pelo desaparecimento de mais de 100 000 sérvios, não contribuiu para reduzir as tensões.
Em 30 de maio de 1990, o novo parlamento croata realizou a sua primeira reunião, em que o Presidente Tuđman anunciou a sua intenção de aprovar uma nova constituição (que seria ratificada no final do ano) e propôs uma série de reformas políticas, económicas e sociais, e algumas medidas em relação aos direitos das minorias sérvias e bósnias seriam garantidos ou não. Líderes sérvios locais opuseram-se, temendo que a população sérvia na Croácia fosse ameaçada. Sua principal preocupação era de que a nova constituição mudasse o estatuto dos sérvios da Croácia, tornando-os uma «minoria nacional», em vez de uma «nação constituinte". Isso acabou ocorrendo com a aprovação da Constituição, ainda este ano.
Em Agosto de 1990, realizou-se um referendo não oficial em regiões com uma substancial população sérvia (que seria posteriormente ficou conhecida como "República Sérvia de Krajina" (RSK), localizada na fronteira ocidental da Bósnia e Herzegovina) sobre a questão da autonomia e da soberania dos sérvios da Croácia. Isto foi feito para tentar neutralizar as mudanças na Constituição. O governo croata tentou bloquear o referendo enviando forças policiais  a estações de polícia sérvia rebeldes para confiscar as suas armas. Entre outros incidentes, civis sérvios no sul da Croácia, principalmente em torno da cidade de Knin, bloquearam o acesso rodoviário para os destinos turísticos na costa da Dalmácia. Anos mais tarde, durante o julgamento de Milan Martić, ele alegaria que foi enganado por Martić em organizar a revolta, e que esta - assim como a guerra na Croácia em si - foi responsabilidade de Martić, dentro de um plano orquestrado por Belgrado. O governo croata respondeu ao bloqueio das estradas mediante ao envio da polícia especial transportados por helicópteros, mas foram interceptados por aviões do exército iugoslavo e forçados a voltar para Zagreb.

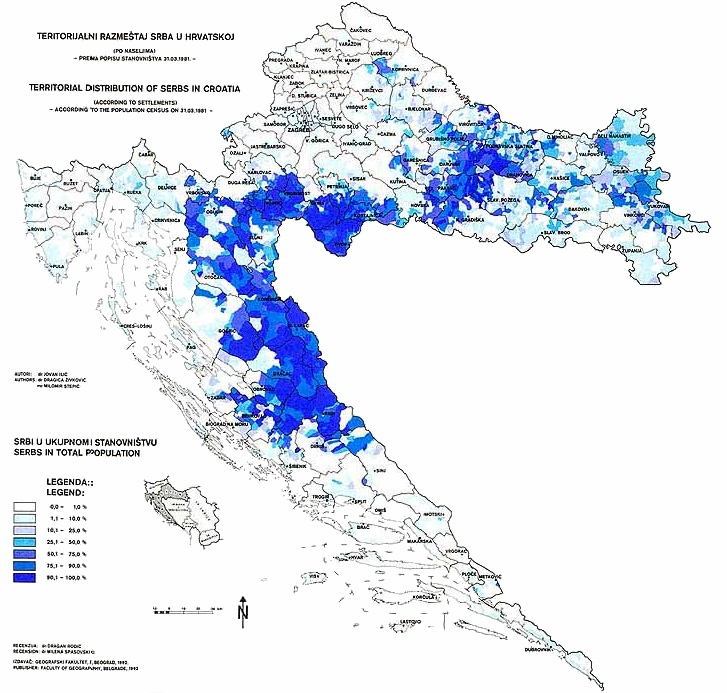
Áreas povoadas por sérvios na Croácia (segundo o censo pré-guerra de 1991)

Os sérvios da Croácia inicialmente não trataram de conseguir a independência. Em 30 de setembro de 1990, o Conselho Nacional Sérvio declarou "a autonomia do povo sérvio nos territórios históricos em que vivem e que estão dentro das atuais fronteiras da República da Croácia, tal como uma unidade federal da República Socialista Federativa da Jugoslávia.
Após a eleição de Tuđman e da percepção da ameaça nascida da nova Constituição, nacionalistas sérvios na região de Krajina começaram a realizar ações armadas contra os oficiais do governo croata. Muitos foram expulsos pela força da RSK. As agências do governo croata na região começaram a ser controladas pelas autoridades sérvias locais e o recentemente instituído "Conselho Nacional Sérvio." Isso acabaria por ser seguida pelo governo rebelde da República Sérvia de Krajina. E estava chefiada pelo Milan Babić, que mais tarde foi condenado por crimes de guerra e que abertamente expressa seu pesar pelas suas ações (por testemunhar contra outros líderes sérvios).
Em 22 de dezembro de 1990, o Parlamento croata ratificou a nova Constituição, e alterou o estatuto dos sérvios na Croácia, hoje considerados como "minoria nacional" em lugar de "nação constituinte». A percentagem dos que se declararam sérvios, de acordo com o censo 1991, era de 12% (78% da população declara-se croata). Isto foi interpretado como o cancelamento de alguns direitos que a Constituição (socialista) tinha dado os sérvios da Croácia, alimentando assim extremismo entre eles. Além disso, muitos sérvios começaram a perder os seus empregos no governo croata, sobretudo após a ratificação da Constituição. Isto aumenta ainda mais a tensão.
Além disso, a Eslovénia já estava imersa em seu próprio processo de independência. Em 23 de dezembro de 1990 - um dia após a ratificação da nova Constituição croata - a Eslovénia realizou um referendo de autodeterminação, em que os votos pela independência alcançaram 88%.
Imediatamente após o referendo e a nova Constituição  croata, o Exército Popular da Iugoslávia (JNA) anunciou a aprovação de uma nova doutrina de defesa para todo o país. A doutrina de Tito era, segundo a qual cada república teria a sua própria defesa territorial (Teritorijalna ato, ou TO), seria substituído por um sistema centralizado de defesa. As repúblicas perderam a sua responsabilidade pela defesa, e que teria de ser desarmadas e subordinadas à sede do exército federal em Belgrado.

## 1991: preparativos e início da guerra

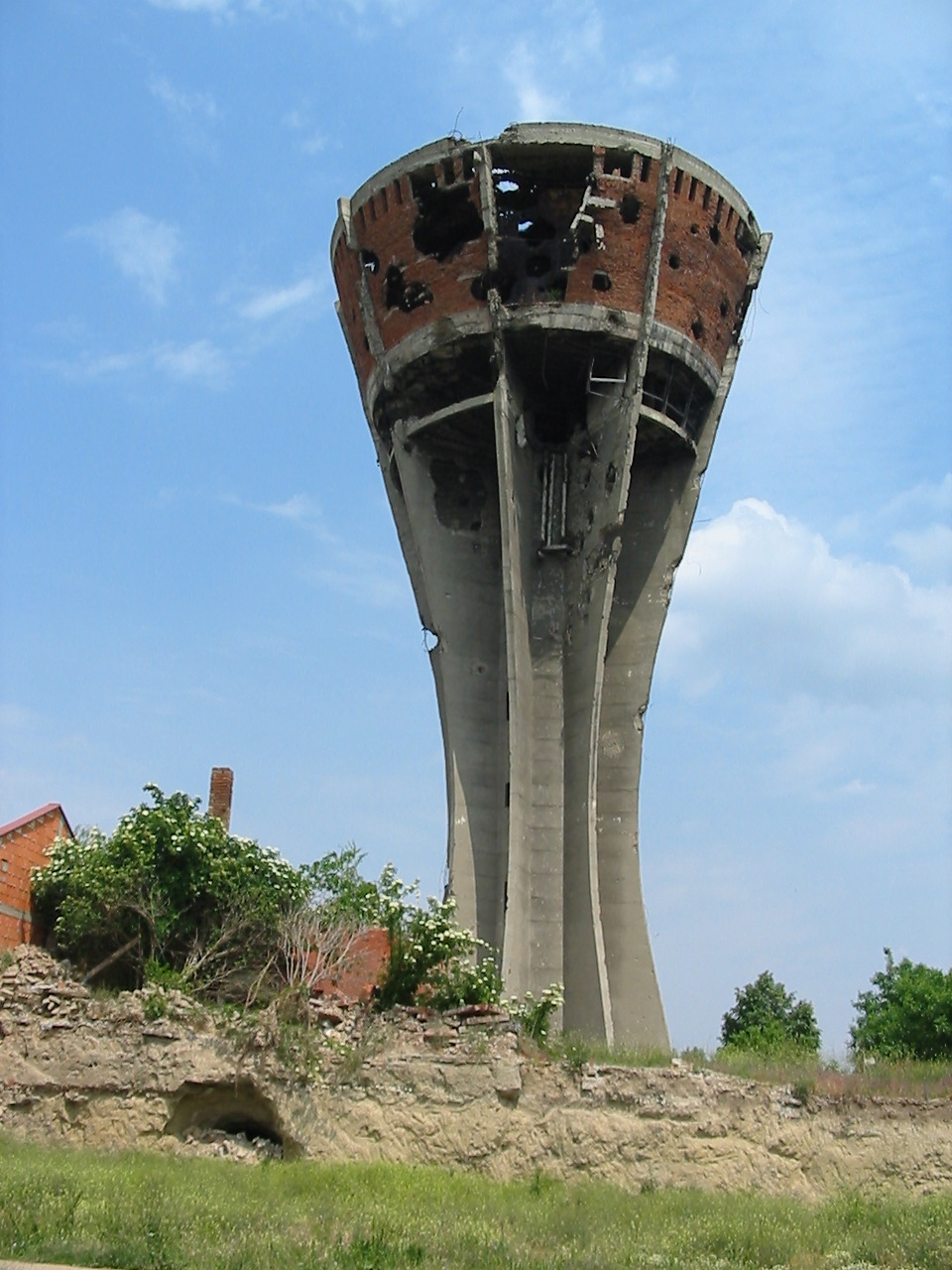
Um dos primeiros edifícios destruídos pela guerra foi a torre de água em Vukovar.

O ódio étnico foi aumentando, e os vários incidentes alimentaram a máquina da propaganda de ambos os lados, causando por sua vez mais ódio. O conflito rapidamente conduziu a incidentes armados nas zonas rebeldes.
Em Abril de 1991, os sérvios da Croácia iniciaram sérios movimentos de secessão. É uma questão de debate até que ponto esse movimento teve origem local ou foram promovidos por Belgrado pelo governo sérvio liderado por Milošević. Em qualquer caso, a República Sérvia de Krajina foi auto-proclamada, o que foi visto pelo governo croata como uma rebelião. Isto é geralmente visto como o início da Guerra de Independência croata, que começou em ambas as áreas do país em que houve uma significativa percentagem da população etnicamente sérvia.
O ministério croata do interior começou, portanto, a armar o crescente número de forças especiais da polícia, tornando-as, de fato, um verdadeiro exército. Em 9 de abril de 1991, o presidente croata Franjo Tuđman ordenou renomear estes organismos como Zbor Narodne Garde ("Guarda Popular"), determinando assim a criação de um exército separado para a Croácia.
Entretanto, o exército federal (JNA) e as forças locais da Defesa Territorial permaneceram sob o comando do governo federal liderado por Milošević. Se fosse caso disso, o JNA foi posicionado ao lado de forças sérvio-croatas locais, agindo contra o unidades policiais croatas.
Em 19 de maio de 1991, as autoridades croatas realizaram um referendo sobre a auto-determinação, dando a opção de permanecer na Iugoslávia com uma união ao menos estreita. As autoridades sérvias locais publicaram um anúncio de boicote da consulta, que foi amplamente seguida pelos sérvios, de modo que a votação a favor da independência atingiu 94,17%. A Croácia declarou a sua independência e "razdruženje" (desmembramento) da Iugoslávia em 25 de junho de 1991, enquanto a Comissão Europeia alertou as autoridades croatas a adiar a decisão. Desse modo, a Croácia concorda em congelar a sua independência, em seguida, por três meses, ajudando a acalmar um pouco as tensões.

### A guerra

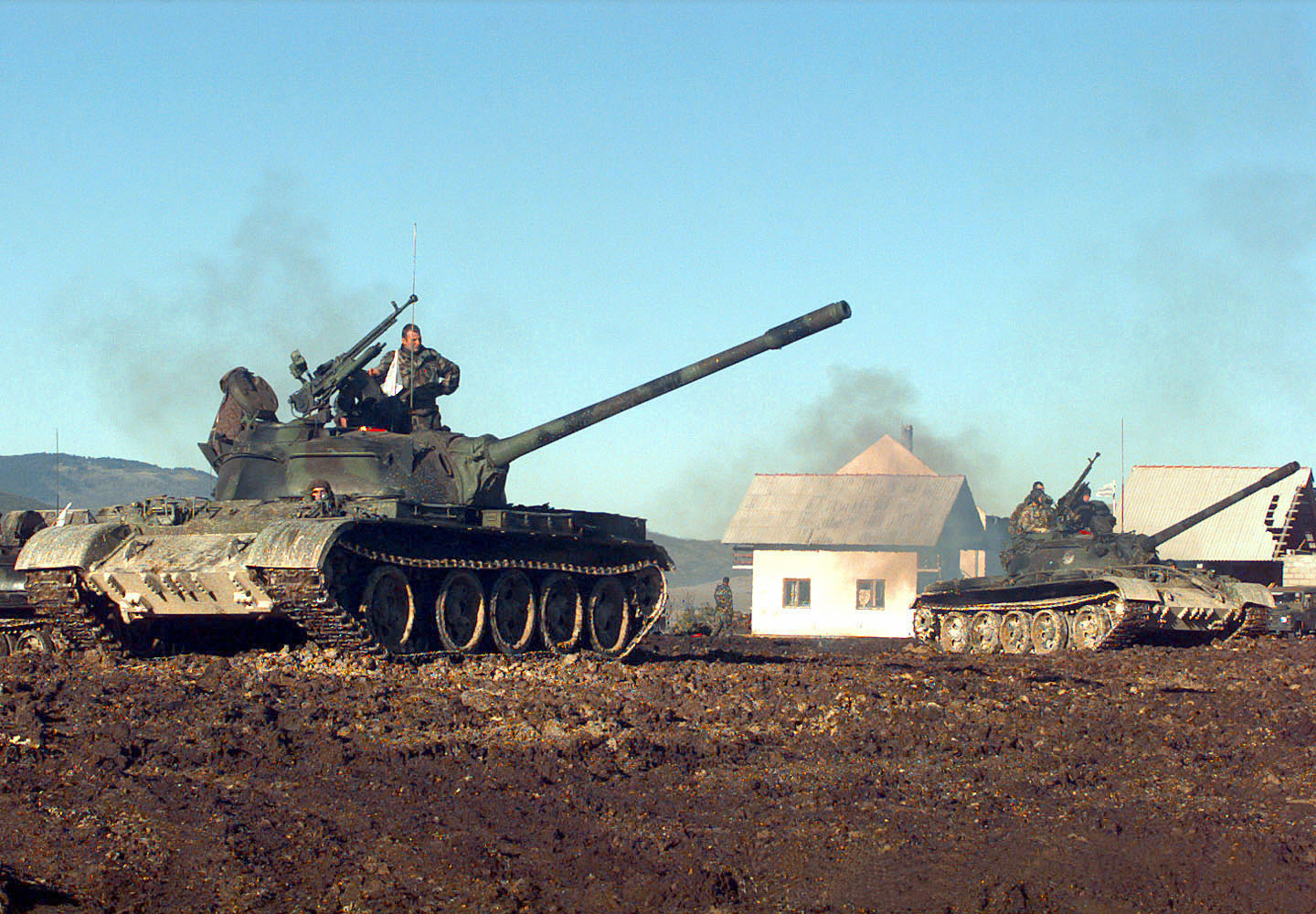
Tanque croata T-55.

Um mês após a declaração de independência, forças sérvias controlavam cerca de um quarto do país, principalmente as áreas com uma população predominantemente sérvia. Eles tinham clara superioridade em armas e equipamentos, bem como a possibilidade de desenvolver uma estratégia ofensiva. Progressivamente desde o início da guerra. As cidades de Dubrovnik, Šibenik, Zadar, Karlovac, Sisak,  Slavonski Brod, Osijek e Vukovar Vinkovci foram atacadas por forças sérvias.
A ONU impôs um embargo de armas, que afetou muito mais o jovem exército croata do que forças sérvias apoiadas pela JNA. Isto obrigou os croatas a começar a contrabandear armas através das suas fronteiras. Muitas delas vieram da Hungria através de um acordo secreto com o governo húngaro.
Entre Junho-Julho, a breve Guerra dos Dez Dias na Eslovénia entrou para uma rápida e clara solução pacífica, em parte graças à homogeneidade étnica da população da Eslovénia, e resultou na independência deste país. Durante este conflito, um grande número de soldados croatas e eslovenos recusaram-se a lutar, e começaram a desertar o JNA.
Em julho, em uma tentativa de salvar o que restou do país, menos a Eslovénia, forças do JNA se envolveram em operações contra áreas da maioria croata - tais como as zonas costeiras da Dalmácia na Batalha de Dalmácia. A escalada da guerra eclodiu em agosto. Tal como tinha acontecido na Eslovénia, soldados croatas recusaram-se a lutar no início das operações militares na Croácia. Militares de outros grupos étnicos, tais como albaneses, macedónios e bósnios começaram a desertar em massa o JNA. Após isto, um número estimado de 90% dos soldados do JNA eram sérvios, deixando assim o exército federal iugoslavo, de fato, como um exército sérvio.

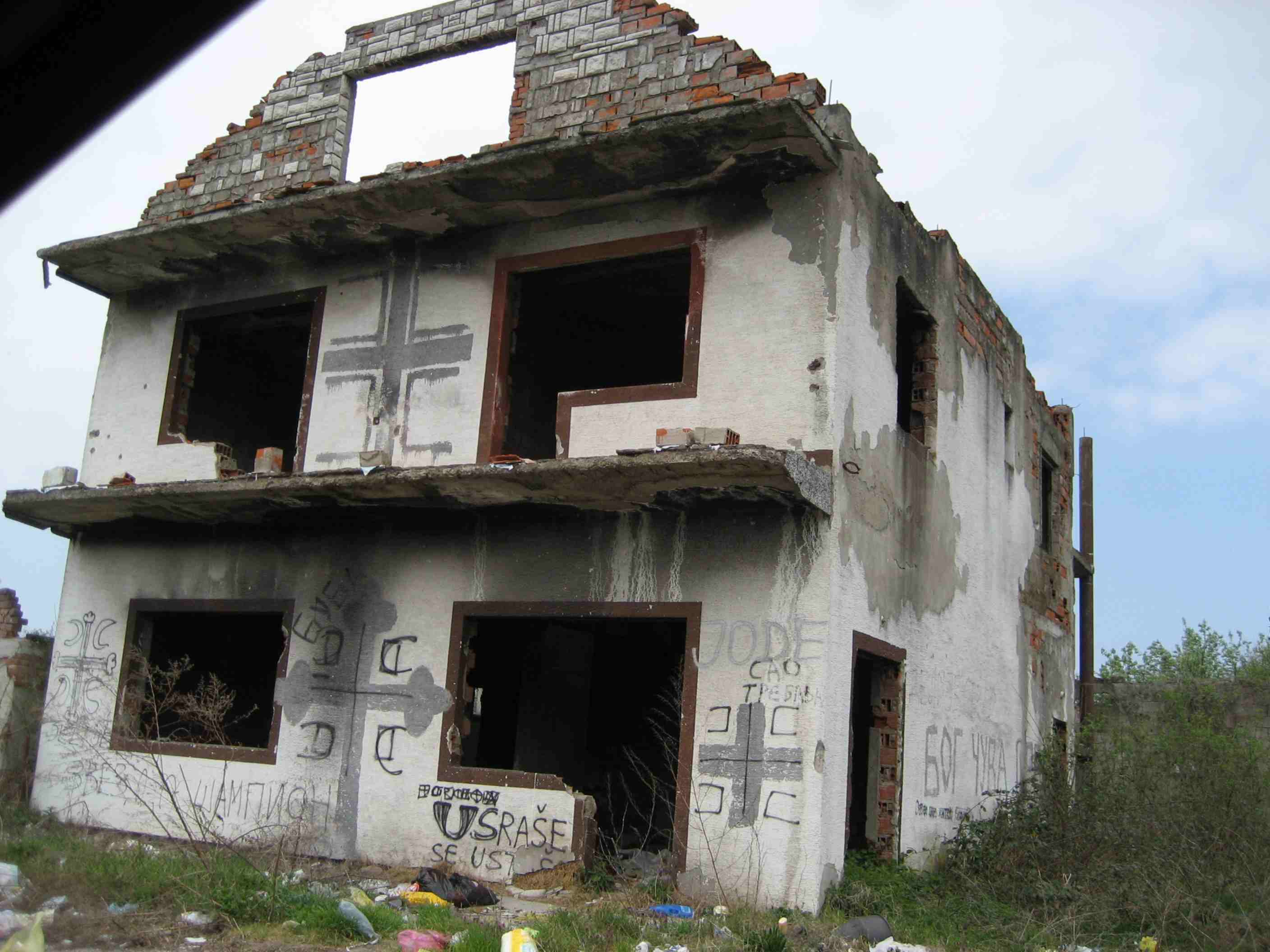
Casa croata destruída como parte da "limpeza étnica".

Em Agosto de 1991, a cidade fronteiriça de Vukovar estava sob cerco, dando início a uma feroz batalha pelo seu controle. Tropas sérvias cercaram totalmente a cidade. A população croata de Vukovar, incluindo a 204.ª Brigada de Vukovar, foi implantada no município e realizando as suas posições contra um grande número de brigadas mecanizadas de elite do JNA, apoiados por muitas unidades paramilitares sérvias. Civis etnicamente croatas tinham tomado refúgio na cidade, enquanto outros grupos de civis fugiram em massa do conflito. Em termos gerais os croatas fugiram das zonas limítrofes com a Sérvia e a Bósnia, enquanto sérvios foram avançando para elas.
Há evidências de extrema privação sofrida pela população da época. Algumas estimativas numeram 220 000 croatas e 300 000 sérvios o número de pessoas deslocadas à força durante a guerra na Croácia. Nos piores momentos do conflito, em finais de 1991, cerca de 550 000 pessoas se tornaram refugiados temporariamente sobre o lado croata. Os censos de 1991 e 1993 mostrou uma diferença na República Sérvia de Krajina de cerca de 102 000 sérvios e 135 000 croatas. Em muitos lugares, os grandes grupos de civis foram deslocados pelos militares. Isto foi descrito como limpeza étnica, um termo que, em seguida, começou a ser usado e que pode ser entendido como o despejo e até o assassinato de civis pertencentes a um determinado grupo étnico.
O presidente Tuđman fez uma declaração em 5 de outubro de 1991, convidando todas as pessoas para mobilizar e defender-se contra o que definiu como "o imperialismo da Grande Sérvia", realizado pela JNA pró-sérvio, forças paramilitares sérvias e rebeldes sérvios. Em 7 de outubro, uma explosão ocorreu no edifício governamental em Zagreb, enquanto Tuđman, Mesic e Markovic estavam presentes. A explosão não matou qualquer um dos líderes. O Governo afirmou que tinha sido um ataque aéreo realizado por aeronaves da JNA. Aparentemente, o exército croata recebeu informações a partir do aeródromo de Bihac (pertencente ao JNA) no dia anterior, em uma missão aérea ultra-secreta foi preparada para o  dia seguinte, mas não foram tomadas em consideração, dada a ausência de detalhes. O JNA negou a sua responsabilidade pelos bombardeios, acusando o próprio governo croata. Existem opiniões que defendem que algumas das poucas embaixadas e consulados em Zagreb até então tinham retirado alguns dos seus funcionários nesse dia, sugerindo que houve uma informação prévia sobre um ataque iminente aéreo ou à bomba. Em qualquer caso, no dia seguinte, o Parlamento croata cortou todos os laços com o restante da Iugoslávia. 8 de outubro é atualmente considerado o Dia da Independência da Croácia.
O alegado bombardeio do governo de Zagreb e do cerco de Dubrovnik, que começou em outubro, foram os fatores determinantes na decisão tomada no âmbito da Comunidade Europeia de impor sanções à Sérvia.

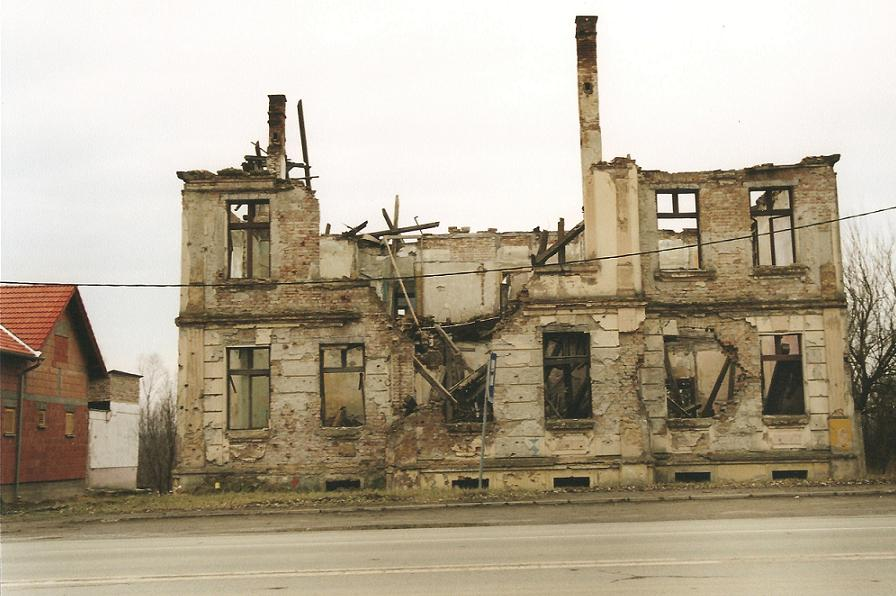
Ruínas em Vukovar

A situação dos croatas em Vukovar até outubro e início de novembro, tornou-se cada vez mais desesperada. No final da batalha, um número crescente de civis croatas em hospitais e abrigos protegidos pela Cruz Vermelha, foram agredidos por forças sérvias. Desde 2006, três ex-oficiais do exército iugoslavo são julgados pelo massacre no Tribunal Internacional por crimes de guerra na antiga Jugoslávia, TPIJ em Haia. Veselin Sljivancanin, Mrkšić Mile, Miroslav Radić negam acusações de assassinato, torturas e perseguições. A acusação alega que, após a captura de Vukovar, o Exército Jugoslavo (JNA) entregou várias centenas de rebeldes croatas a forças sérvias. Destes, pelo menos 264 (incluindo os soldados feridos, mulheres, crianças e idosos) foram assassinados e enterrados em valas comuns, no bairro de Ovcara, nos arredores de Vukovar. O prefeito, Slavko Dokmanović, também foi acusado pelo tribunal, embora ele tenha cometido suicídio na sua cela, em 1998, antes do início do processo.
Em 18 de Novembro de 1991 Vukovar caiu em mãos sérvias após um cerco de três meses e ao massacre que ocorreu em Vukovar, os sobreviventes foram transportados para acampamentos de prisão, a maioria deles na prisão de Sremska Mitrovica. A cidade de Vukovar foi quase completamente destruída. O enfoque sustentado sobre um cerco facilitou a concentração da opinião pública internacional. Muitos jornalistas internacionais estiveram presentes no momento na própria Vukovar ou nas imediações, bem como o mediador da ONU, Cyrus Vance (ex-Secretário de Estado norte-americano do Presidente Jimmy Carter). Ironicamente, este cerco, apesar de sua brutalidade, contribuiu com o impacto mediático, no início da resolução de conflitos.
Supostamente, de acordo com as autoridades croatas na altura, a entrega de Vukovar foi uma tentativa de evitar uma maior devastação em Dubrovnik e outras cidades.
Em 19 de dezembro de 1991, durante a fase mais difícil da guerra, as Regiões Sérvias Autónomas da Eslavónia Ocidental e Krajina se declararam independentes como a República sérvia de Krajina.

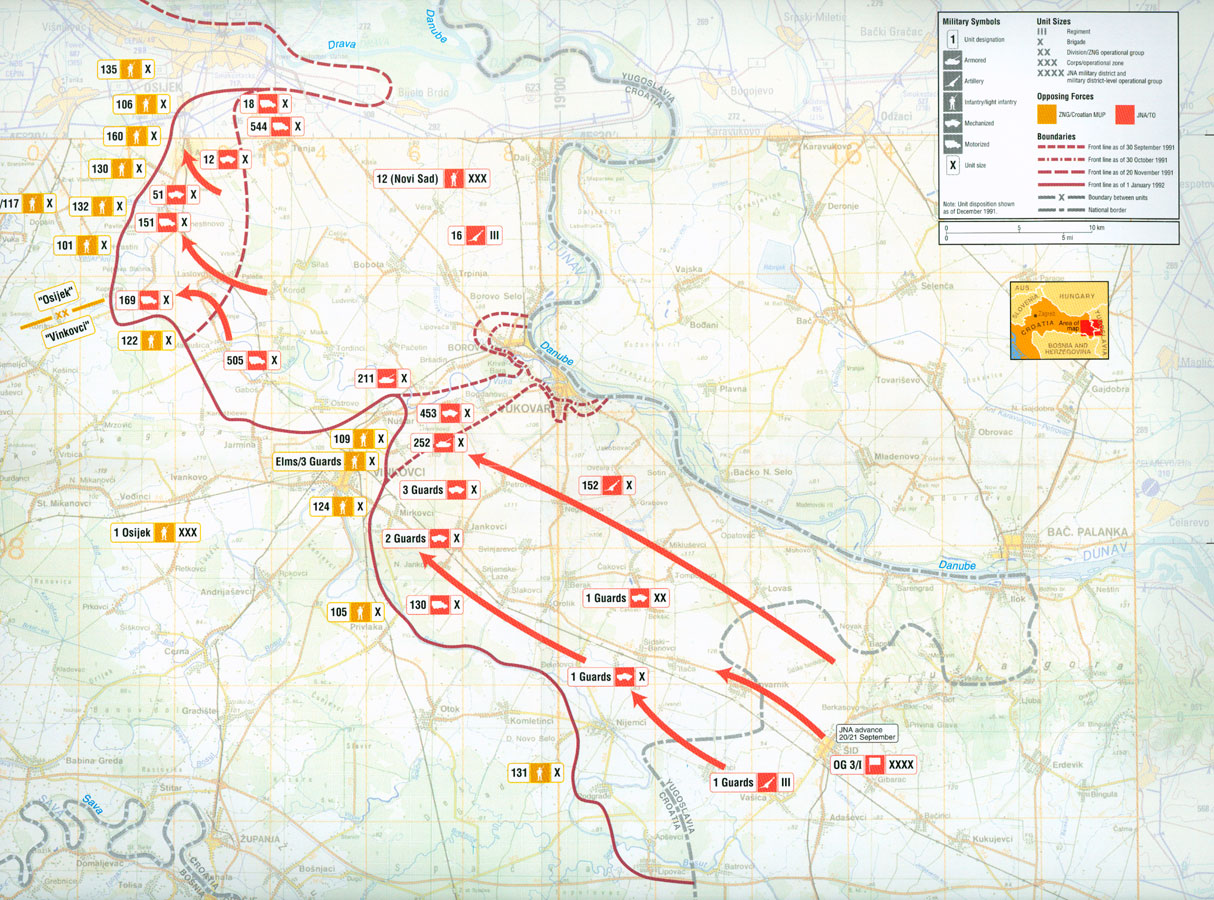
Avanço do Exército da Iugoslávia através da Eslavônia Oriental.

No início de Novembro de 1991, o exército croata tinha começado um contra-ataque bem sucedido na Eslavónia Ocidental, que cria um ponto de viragem no desenvolvimento da guerra. A Operação Otkos 10, ocorreu entre Outubro de 31 e 4 de novembro de 1991, a Croácia conseguiu a recuperação de 300 km² em áreas entre as montanhas Bilogora e Papuk. Se realizaram progressos na segunda metade de dezembro - a Operação Orkan 91 - mas nesse momento estava prestes a assinar um cessar-fogo duradouro (janeiro 1992).
Em seis meses, 10 000 pessoas morreram, centenas de milhares fugiram, e dezenas de milhares de casas foram destruídas. No final de 1991, todos os partidos democráticos croatas concordaram em unir forças para formar um governo de unidade nacional e de enfrentar o exército iugoslavo e paramilitares sérvios.
Frequentemente foram assinados acordos de cessar fogo, sob a mediação de diplomatas estrangeiros, mas estes foram geralmente quebrados. Isto fazia parte de uma tática de ambos os lados. Os croatas perderam muito território, mas beneficiaram-se por serem capazes de expandir o Exército Croata, a partir das sete brigadas que havia na época do primeiro acordo de cessar-fogo para as 64 brigadas que havia no momento em que o último foi assinado.

## 1992: Um cessar-fogo definitivamente duradouro

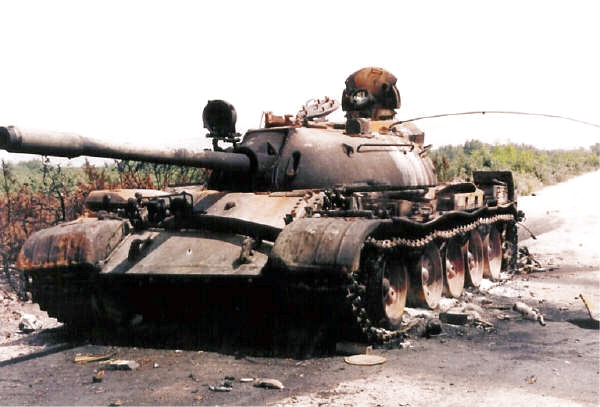
Um tanque sérvio destruído pelo exército croata em uma estrada de Drniš

O último acordo de cessar fogo patrocinado pela ONU, o 21.º, foi atingido em Janeiro de 1992. Já em Dezembro de 1991 após uma série de tréguas fracassadas, as Nações Unidas implantaram um destacamento de proteção na Croácia ocupada por forças sérvias. A Força de Proteção das Nações Unidas foi destacada para supervisionar e manter o acordo. Em 7 de janeiro de 1992, um piloto da JNA abateu um helicóptero da Comunidade Europeia, na Croácia, matando cinco observadores de paz. A Croácia foi oficialmente reconhecida pela Comunidade Europeia em 15 de janeiro de 1992. O JNA foi gradualmente se retirando do país, incluindo a Krajina, apesar de grupos paramilitares sérvios manterem claramente o controle dos territórios recém ocupados.
As partes beligerantes em grande parte se mudaram para outras áreas, para entrincheirar e tomar posições, como o Exército Popular Iugoslavo, que logo recuou da Croácia para a Bósnia e Herzegovina onde a guerra civil estava prestes a começar. A Croácia tornou-se membro da Organização das Nações Unidas em 22 de maio de 1992. Isto condicionou à aprovação das alterações à Constituição croata para proteger os direitos humanos das minorias nacionais.
Os conflitos armados na Croácia continuaram intermitentemente em pequena escala. Desenvolveu-se um grande número de pequenas operações por forças croatas, para romper o cerco de Dubrovnik e de outras cidades croatas (Šibenik, Zadar e Gospić) e prevenir ataques esporádicos sérvios com foguetes que não tinham cessado, nem sequer com a presença de tropas da ONU. Por exemplo, Osijek, a terceira maior cidade croata, viveu sob constante alerta oficial de bombardeio até meados de 1993, enquanto Šibenik, um dos maiores centros turísticos costeiros, recebia um foguete ou dois quase todas as semanas, especialmente durante o final da primavera e no verão. Uma lista parcial dessas operações inclui:
- na Batalha de Miljevci (entre Krka, Croácia, e Drniš), 21-22 de junho de 1992
- na região de Dubrovnik:
  - Operação Tigar, 1-13 de julho de 1992
  - em Konavle, 20-24 de setembro de 1992
  - em Vlaštica, 22-25 de setembro de 1992
  - o que se seguiu à retirada da JNA e Konavle Prevlaka, 30 de setembro-20 de outubro de 1992
  - na colina de Križ, perto de Zadar e Bibinje

Além disso, Slavonski Brod e Županja eram frequentemente bombardeadas de partes ocupadas por forças sérvias na Bósnia.

## 1993: Posteriores avanços militares croatas
O conflito continuou intermitentemente na Croácia em 1993, em uma escala menor do que em 1991 e 1992. Houve mais operações bem sucedidas levadas a cabo por forças croatas para recuperar territórios e libertar cidades croatas dos bombardeios sérvios (por exemplo, Zadar e Gospić), mas entre o cessar-fogo de 1992 e a ofensiva croata de 1995, os combates foram muito limitados, e as ações militares realizadas neste período de três anos e meio foi de apenas ocupação, no total, cerca de duas semanas.
Ao longo de 1993, houve três operações notáveis:
- na represa hidrelétrica Peruča Dam, 27-28 de janeiro de 1993;
- Operação Maslenica, perto de Zadar, Janeiro 22-10 de fevereiro de 1993;
- Operação Medak na área próxima a Gospić, 9-17 de setembro de 1993.

Embora a maioria destas operações foram bem sucedidas para o governo croata, a fracassada operação Medak em 1993 prejudicou a reputação internacional do país. Isto levou a exército croata não realizar mais ações ofensivas ao longo dos próximos 12 meses. O Tribunal de Haia posteriormente investigou oficiais croatas Janko Bobetko, Rahim Ademi, Mirko Norac e outros por crimes cometidos durante esta operação. Norac mais tarde foi considerado culpado pelo tribunal croata.
Foram aprovadas várias resoluções na ONU sobre a Croácia, exigindo que o país retirasse das posições ocupadas anteriormente e que contivesse as constantes operações militares. Alguns elementos croatas sentiram-se lesados, já que nenhuma resolução da ONU apelou aos sérvios para que não atacasse a Croácia no início dos tempos da guerra (quando os motins foram vistos como internos, e não assuntos internacionais). Em Outubro de 1993, o Conselho de Segurança das Nações Unidas pela primeira vez declarou que as áreas sob administração das Nações Unidas, protegidos pela UNPROFOR, eram parte integrante da República da Croácia.
As tropas da UNPROFOR geralmente não fizeram nada mais do que observar durante o período 1992-1995. No entanto, serviu para fixar as fronteiras demarcadas pela guerra. Assim, fracassou o intento de regresso dos refugiados aos seus lares. Estima-se que 98% da população croata residente na Krajina foi expulsa.
Durante 1992 e 1993, cerca de 225 000 croatas, incluindo os refugiados da Bósnia e Herzegovina e outros provenientes da Sérvia, se estabeleceram na Croácia. Um número significativo de bósnios também fugiram para a Croácia (que foi inicialmente o principal destino para os refugiados daquele país). Voluntários croatas e alguns soldados recrutados estavam envolvidos na guerra da Bósnia. Alguns dos colaboradores mais próximos do presidente Tuđman, como Gojko Susak, Ivic Pašalić eram provenientes da Herzegovina dominada por croatas e tentaram ajudar os croatas bósnios, financeiramente e de outras formas.

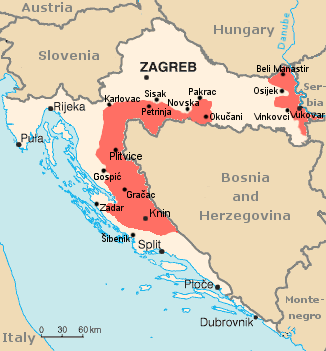
A autoproclamada República Sérvia de Krajina (em vermelho).

Durante o mesmo período, a Croácia também aceitou 280 000 refugiados bósnios que fugiam da guerra. O grande número de refugiados foi significativamente desgastando a economia e a infra-estrutura croata. O embaixador dos EUA na Croácia, Peter Galbraith tentou, em uma entrevista em 8 de novembro de 1993, colocar em perspectiva o número de refugiados bósnios na Croácia, dizendo que a situação seria equivalente se o próprio Estados Unidos recebessem 30 000 000 refugiados.
Em 18 de fevereiro de 1993, as autoridades croatas em Daruvar assinaram um acordo com os dirigentes sérvios da Eslavónia Ocidental. O acordo foi mantido em segredo, e procurou normalizar a vida dos habitantes locais da área do campo de batalha. No entanto, as autoridades de Knin tomaram conhecimento do tratado e prenderam o líder sérvio responsável por ele, uma vez que parecia claro que eles estavam aceitando uma reintegração pacífica na Croácia.
Em 1993, os croatas e os bósnios combateram um contra o outro, ao mesmo tempo em que lutavam contra os sérvios bósnios. Franjo Tuđman esteve envolvido nas conversações de paz entre os croatas-bósnios e os bósnios, que levam ao Acordo de Washington de 1994, reduzindo o número das partes beligerantes na Bósnia para dois.

## 1994: Redução do apoio a Krajina
Em Março de 1994, as autoridades da Krajina assinaram um cessar-fogo. Em finais de 1994, o exército croata interveio várias vezes na Bósnia: entre 1 e 3 de novembro na "Operação Cincar" perto Kupres, e entre 29 de Novembro e 24 de dezembro na operação "Inverno 94" perto de Dinara e Livno. Estas operações foram realizadas, a fim de desvirtuar o cerco de Bihac e tomar posições ao norte da capital da Krajina sérvia, Knin, e de fato, circundando-a em três partes.
Entretanto, as negociações desenrolaram-se entre os dirigentes da Croácia e da República Sérvia de Krajina (RSK), com a mediação das Nações Unidas. Os litígios que envolviam a reabertura ao tráfego da rodovia Zagreb-Slavonski Brod ocupadas pelos sérvios, perto de Okučani, bem como o estatuto das zonas de maioria sérvia em áreas dentro da Croácia. Os repetitivos desacordos nestas duas áreas, serviram como um gatilho para duas ofensivas croatas em 1995.

## 1995: O fim da guerra

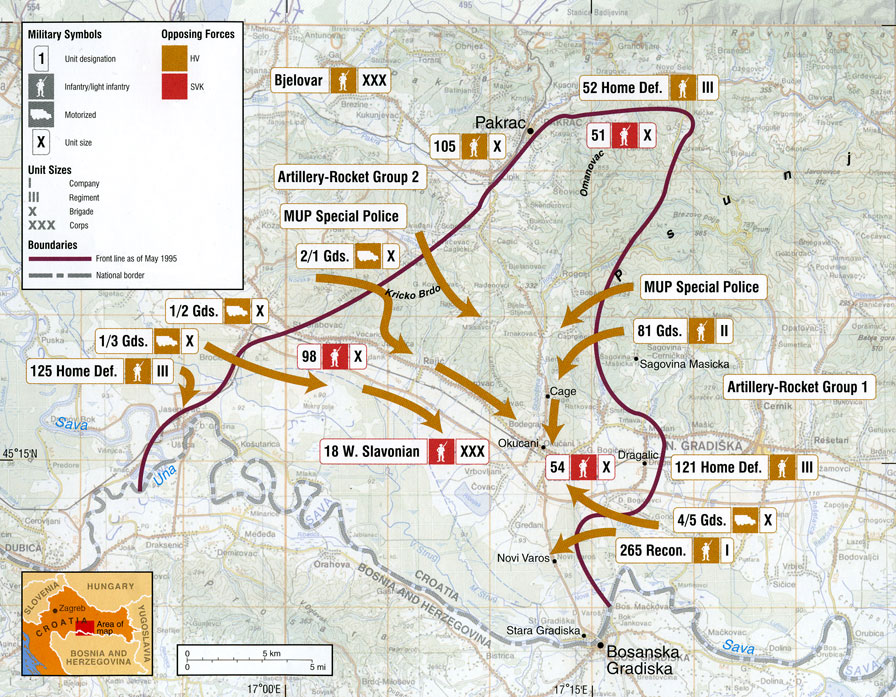
Mapa da Operação Flash

No início de Maio de 1995, a violência explodiu novamente. A RSK perdeu o apoio de Belgrado, em parte devido à pressão internacional. Ao mesmo tempo, o exército croata tomou de volta todos os territórios ocupados anteriormente na Eslavônia Ocidental durante a Operação Flash. Em represália, forças sérvias atacaram Zagreb com foguetes, matando 7 pessoas e ferindo 175.
Em Agosto de 1995, a Croácia começou a Operação Tempestade e rapidamente ocupou a maior parte da RSK, exceto uma pequena faixa próxima à fronteira sérvia. Em cerca de quatro dias, cerca de 150 a 200 mil sérvios fugiram, principalmente para a Sérvia e a Bósnia. Fontes dos rebeldes sérvios (Kovačević, Sekulić, Vrcelj, os documentos da sede da Proteção Civil da RSK, do Conselho Supremo da Defesa) confirmaram que a evacuação havia sido planejada e organizada de antemão. Segundo a Amnistia Internacional, a operação implicou a limpeza étnica de mais de 200 000 sérvios.

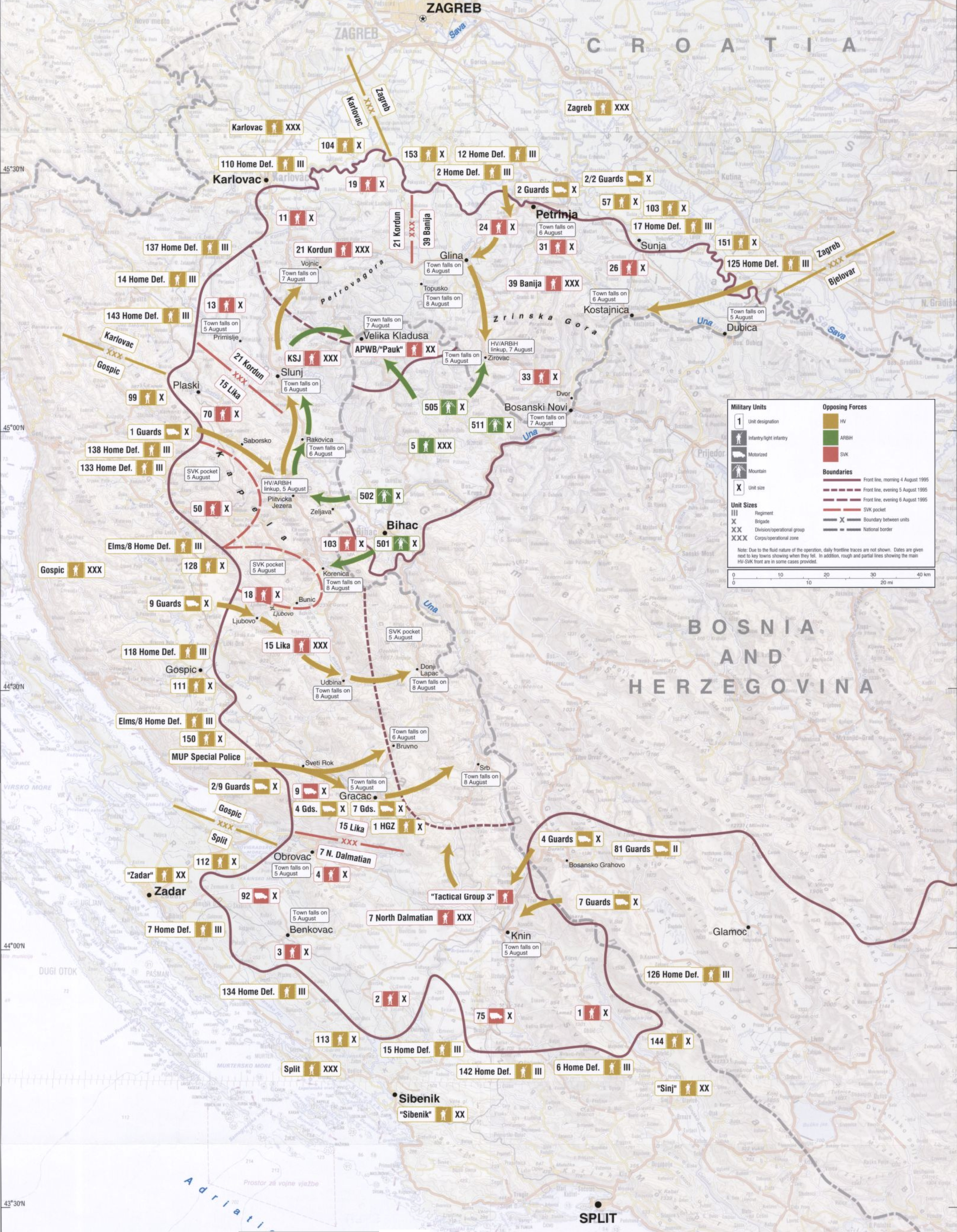
Mapa da Operação Tempestade

A natureza deste êxodo ainda é disputado entre sérvios e croatas: os primeiros alegam que a limpeza étnica foi planejada pelo governo croata, enquanto os últimos argumentam que a promessa de Tuđman de não atacar civis foi cumprida, culpando os casos de assassinatos a vinganças e as ações individuais por parte dos diferentes grupos croatas descontrolados. No entanto, o número real de refugiados é difícil de ser estabelecido devido à pouca confiabilidade das fontes (segundo algumas, o número de refugiados ultrapassa a população que vivia nestas partes da Croácia). Em apoio desta, se apontam para as entrevistas com o General americano Robert Brown, o filósofo francês Alain Finkelkraut e os escritos do norte-americano Roy Gutman, que defendem o governo croata e tentam esclarecer o alcance da situação, bem como a prova de que qualquer crime de guerra ou de limpeza étnica teria sido cometido fora do controle do exército croata. Posteriormente, no entanto, alguns oficiais croatas foram processados por crimes de guerra cometidos durante essas operações.
O exército croata procedeu à luta contra os sérvios da Bósnia, do lado dos bósnios, mas a intervenção diplomática dos Estados Unidos obrigou-os a desistir de posteriores e maiores progressos. Se o exército croata tivesse ocupado a segunda maior cidade da Bósnia, Banja Luka, perto da fronteira croata, a crise dos refugiados poderia ter-se tornado insuportável. Provavelmente dezenas de milhares de pessoas tentaram fugir através do Leste pelo estreito corredor Posavina, no Leste da Bósnia e na Sérvia. Em conjunto, o censo de 2001, mostra menos de 380 032 sérvios na Croácia, em comparação com o de 1991. Algumas fontes sérvias dizem que estes números são ainda subvalorizados.
Poucos meses depois, a guerra terminou com a negociação do Acordo de Dayton (Dayton, Ohio), posteriormente, firmado em Paris, em Dezembro de 1995.